# Li Yuwei
Li Yuwei (chinesisch 李玉伟, Pinyin Lǐ Yùwěi; * 20. Juli 1965 in Shenyang) ist ein ehemaliger chinesischer Sportschütze.

## Erfolge
Li Yuwei wurde bei den Olympischen Spielen 1984 in Los Angeles im Wettbewerb auf die Laufende Scheibe über 50 m Olympiasieger. Mit 587 Punkten in der Gesamtabrechnung blieb er drei Punkte vor Helmut Bellingrodt und sechs Punkte vor Huang Shiping und erhielt somit die Goldmedaille. Zwei Jahre darauf sicherte er sich in Suhl den Weltmeistertitel mit der Mannschaft im gemischten Lauf. Im Einzel belegte er im gemischten Lauf Rang drei.